# فرانكلين (نيوهامشير)
فرانكلين (بالإنجليزية: Franklin, New Hampshire)‏ هي مدينة تقع في الولايات المتحدة في مقاطعة ميريماك. يقدر عدد سكانها بـ 8,477 نسمة ومساحتها 75.4 كم2 وترتفع عن سطح البحر 94 متر.

## التركيبة السكانية
حدّد مكتب تعداد الولايات المتحدة بيانات التركيبة السكانية لفرانكلين في تعداد الولايات المتحدة. في ما يلي، التركيبة السكانية حسب تعدادي 2000 و2010.

### تعداد عام 2000
بلغ عدد سكان فرانكلين 8,405 نسمة بحسب تعداد عام 2000، وبلغ عدد الأسر 3,319 أسرة وعدد العائلات 2,195 عائلة مقيمة في المدينة. في حين سجلت الكثافة السكانية 111.3 نسمة لكل كيلومتر مربع (288.3/ميل2). وبلغ عدد الوحدات السكنية 3,676 وحدة بمتوسط كثافة قدره 48.7 لكل كيلومتر مربع (126.1/ميل2).
وتوزع التركيب العرقي للمدينة بنسبة 97.10% من البيض و0.38% من الأمريكيين الأفارقة و0.27% من الأمريكيين الأصليين و0.51% من الأمريكيين ذوي الأصول الآسيوية و0.01% من سكان جزر المحيط الهادئ و0.35% من الأعراق الأخرى و1.38% من عرقين مختلطين أو أكثر و1.19% من الهسبانيون أو اللاتينيون من أي عرق.
بلغ عدد الأسر 3,319 أسرة كانت نسبة 35.2% منها لديها أطفال تحت سن الثامنة عشر تعيش معهم، وبلغت نسبة الأزواج القاطنين مع بعضهم البعض 46.3% من أصل المجموع الكلي للأسر، ونسبة 14.2% من الأسر كان لديها معيلات من الإناث دون وجود شريك،  بينما كانت نسبة 5.6% من الأسر لديها معيلون من الذكور دون وجود شريكة وكانت نسبة 33.9% من غير العائلات. تألفت نسبة 27% من أصل جميع الأسر من عدة أفراد يعيشون في نفس المنزل ونسبة 10.7% كانت تتألف من شخص يعيش بمفرده يبلغ من العمر 65 عاماً أو أكثر. وبلغ متوسط حجم الأسرة المعيشية 2.47، أما متوسط حجم العائلات فبلغ 2.95.
بلغ العمر الوسطي للسكان 37.3 عاماً. وكانت نسبة 25.8% من القاطنين تحت سن الثامنة عشر، وكانت نسبة 8.5% بين الثامنة عشر والرابعة والعشرين عاماً، ونسبة 28.3% كانت واقعةً في الفئة العمرية ما بين الخامسة والعشرين والرابعة والأربعين عاماً، ونسبة 22.6% كانت ما بين الخامسة والأربعين والرابعة والستين، ونسبة 12.3% كانت ضمن فئة الخامسة والستين عاماً فما فوق. يوجد لكل 100 أنثى 96.3 ذكر، ويوجد لكل 100 أنثى في الثامنة عشر من عمرها فما فوق 90.1 ذكر.
بلغ متوسط دخل الأسرة في المدينة 34,613 دولارًا، أما متوسط دخل العائلة فبلغ 41,698 دولارًا. وكان متوسط دخل الذكور 32,318 دولارًا مقابل 25,062 دولارًا للإناث. وسجل دخل الفرد الخاص بالمدينة 17,155 دولارًا. وكانت نسبة 8.9% من العائلات ونسبة 12.9% من السكان تحت خط الفقر، وكان من هؤلاء نسبة 18.8% تحت سن الثامنة عشر ونسبة 9.7% في الخامسة والستين من العمر وما فوق.

### تعداد عام 2010
بلغ عدد سكان فرانكلين 8,477 نسمة بحسب تعداد عام 2010، وبلغ عدد الأسر 3,407 أسرة وعدد العائلات 2,179 عائلة مقيمة في المدينة. في حين سجلت الكثافة السكانية 112.2 نسمة لكل كيلومتر مربع (290.6/ميل2). وبلغ عدد الوحدات السكنية 3,938 وحدة بمتوسط كثافة قدره 52.1 لكل كيلومتر مربع (134.9/ميل2).
وتوزع التركيب العرقي للمدينة بنسبة 96.20% من البيض و0.50% من الأمريكيين الأفارقة و0.46% من الأمريكيين الأصليين و0.78% من الأمريكيين ذوي الأصول الآسيوية و0.02% من سكان جزر المحيط الهادئ و0.29% من الأعراق الأخرى و1.75% من عرقين مختلطين أو أكثر و1.57% من الهسبانيون أو اللاتينيون من أي عرق.
بلغ عدد الأسر 3,407 أسرة كانت نسبة 30.8% منها لديها أطفال تحت سن الثامنة عشر تعيش معهم، وبلغت نسبة الأزواج القاطنين مع بعضهم البعض 44.8% من أصل المجموع الكلي للأسر، ونسبة 13.5% من الأسر كان لديها معيلات من الإناث دون وجود شريك،  بينما كانت نسبة 5.6% من الأسر لديها معيلون من الذكور دون وجود شريكة وكانت نسبة 36% من غير العائلات. تألفت نسبة 28.4% من أصل جميع الأسر من عدة أفراد يعيشون في نفس المنزل ونسبة 11.8% كانت تتألف من شخص يعيش بمفرده يبلغ من العمر 65 عاماً أو أكثر. وبلغ متوسط حجم الأسرة المعيشية 2.43، أما متوسط حجم العائلات فبلغ 2.93.
بلغ العمر الوسطي للسكان 40.2 عاماً. وكانت نسبة 22.3% من القاطنين تحت سن الثامنة عشر، وكانت نسبة 8% بين الثامنة عشر والرابعة والعشرين عاماً، ونسبة 25.7% كانت واقعةً في الفئة العمرية ما بين الخامسة والعشرين والرابعة والأربعين عاماً، ونسبة 28.9% كانت ما بين الخامسة والأربعين والرابعة والستين، ونسبة 15.1% كانت ضمن فئة الخامسة والستين عاماً فما فوق. وتوزع التركيب الجنسي للسكان بنسبة 47.8% ذكور و52.2% إناث.

## أعلام
- والتر كانون
- جوناثان باكستر هاريسون
- كينيث فرينش
- فرانك سولواي
- دون كينت